# Heterosquilloides armata
Heterosquilloides armata är en kräftdjursart som först beskrevs av Sidney Irving Smith 1881.  Heterosquilloides armata ingår i släktet Heterosquilloides och familjen Tetrasquillidae. Inga underarter finns listade i Catalogue of Life.